# Siedlung Brandenbusch

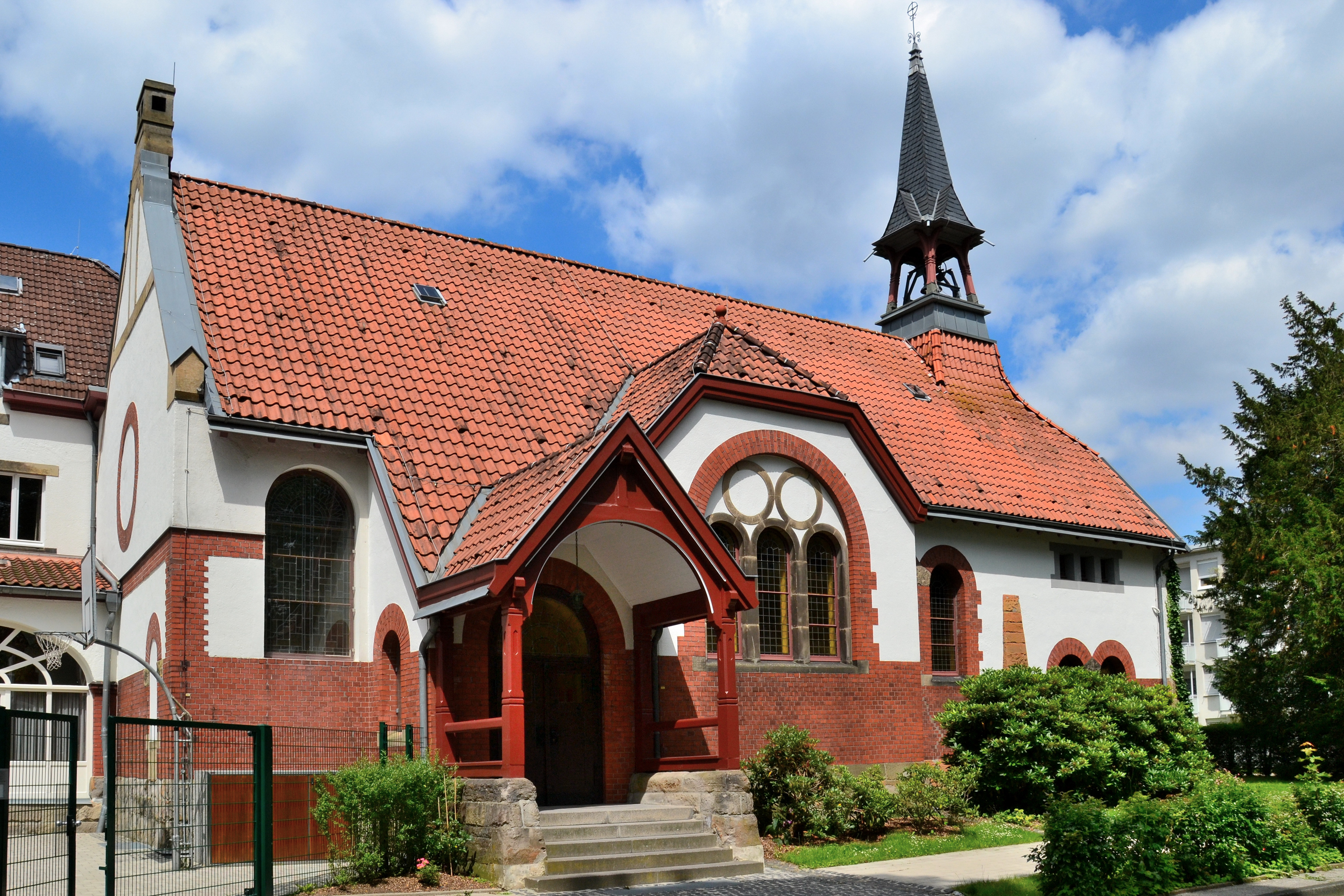
Evangelische Kirche in der Siedlung Brandenbusch

Die Siedlung Brandenbusch ist ein Krupp-Viertel im Essener Stadtteil Bredeney. Sie wurde für Bedienstete der benachbarten Villa Hügel, des ehemaligen Wohnsitzes der Industriellenfamilie Krupp, angelegt. 

## Geschichte

### Architektur
Ab 1885 wurde die Siedlung Brandenbusch, nördlich und in unmittelbarer Nähe zur Villa Hügel, von Friedrich Alfred Krupp nach den Plänen von Samuel Marx, Architekt der Kruppschen Bauverwaltung Hügel, errichtet. Man entwarf die Siedlung in Cottage-Bauweise, ähnlich der Siedlungen Altenhof I und II, wobei einzelne Sichtfachwerkhäuser heute unter Denkmalschutz stehen. Überwiegend bestehen die Häuser aus bis zu zwei Geschossen mit Kellern und Dachböden. Die Größe der Wohn- und Gartenfläche spiegelte die Hierarchie der Angestellten wider. Nach 1902 gab man die symmetrische Bauweise auf, die man besonders in der Arnoldstraße sehen kann, und es mischte sich die damals moderne Landhausarchitektur an den Fassaden mit ein. Äußere Ordnung und Sauberkeit waren oberstes Gebot, was die Errichtung von Stallgebäuden und Lauben verbot.
Die Wasserversorgung kam zunächst vom eigenen Wasserwerk Hügel an der Ruhr, das sich etwa dort befand, wo der Regattaturm des heutigen Baldeneysees steht. Von dort wurde das Wasser in einen ersten Wasserhochbehälter gepumpt und unter anderem in die Siedlung Brandenbusch geleitet. Ab 1919 wurde das Wasser vom Wasserwerk Wolfsbachtal in den heute unter Denkmalschutz stehenden Wasserbehälter auf den Bredeneyer Höhen gepumpt, der am 2. September 1919 in Betrieb ging. Seine Höhenlage reichte aus, um mit genügend Wasserdruck die Siedlung Brandenbusch, die Villa Hügel, aber auch  die Gussstahlfabrik zu versorgen.  
1914 waren die letzten Bautätigkeiten in der Siedlung Brandenbusch beendet. In heutiger Zeit sind einige Neubauten in die Siedlung integriert worden.

### Wohnsitz für Bedienstete
Die Nähe zum Stammsitz der Familie Krupp war wohl gewollt, um über die Bediensteten bei Bedarf auf Abruf sofort verfügen zu können. Bis zu 600 Diener und Angestellte der Familie Krupp wohnten hier. Zu ihnen zählten unter anderem Chauffeure und Wagenwäscher, Kutscher, Aufseher, Gärtner, Schneider, Küchendiener, Putzfrauen aber auch Klempner und Klempnerpoliere, Schreiner und Schreinerpoliere, Schmiede, Anstreichermeister, Zimmermeister und Installateure. Als zentrale Gemeinschaftseinrichtungen gab es unter anderem eine Räucherkammer, ein Spritzenhaus und eine Dampfwäscherei. Ranghöhere Angestellte durften den Hügelpark und einen Schlittschuhteich nutzen. Der benachbarte Wald war für alle Bewohner der Siedlung zur Erholung gedacht.
Die Siedlung Brandenbusch ist nicht, wie beispielsweise die Margarethenhöhe, als Wohlfahrtseinrichtung und zur Prävention gegen soziale Unruhen im Arbeitermilieu entstanden, sondern als klassische Angestelltensiedlung. 

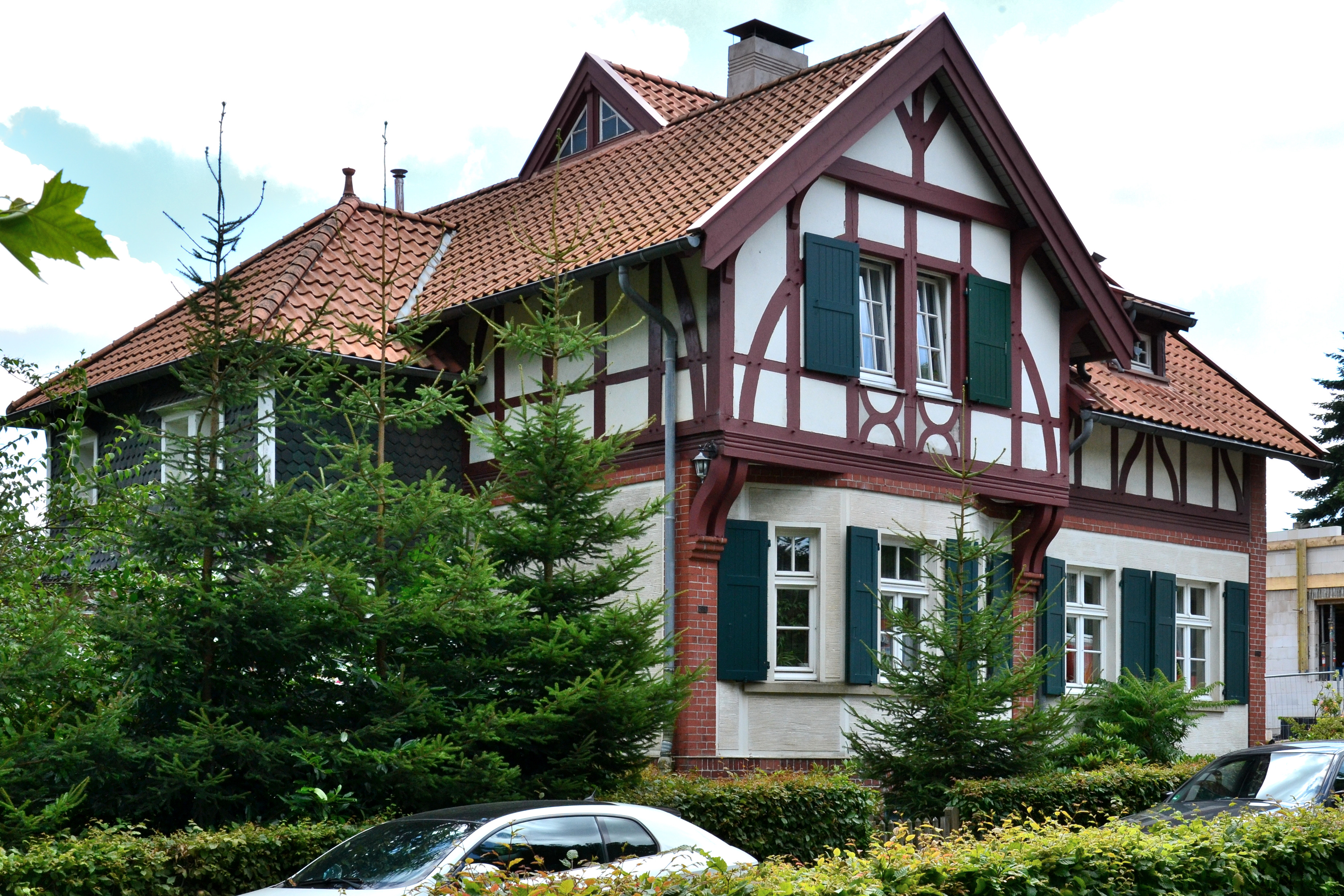
Eckbertstraße 1–3
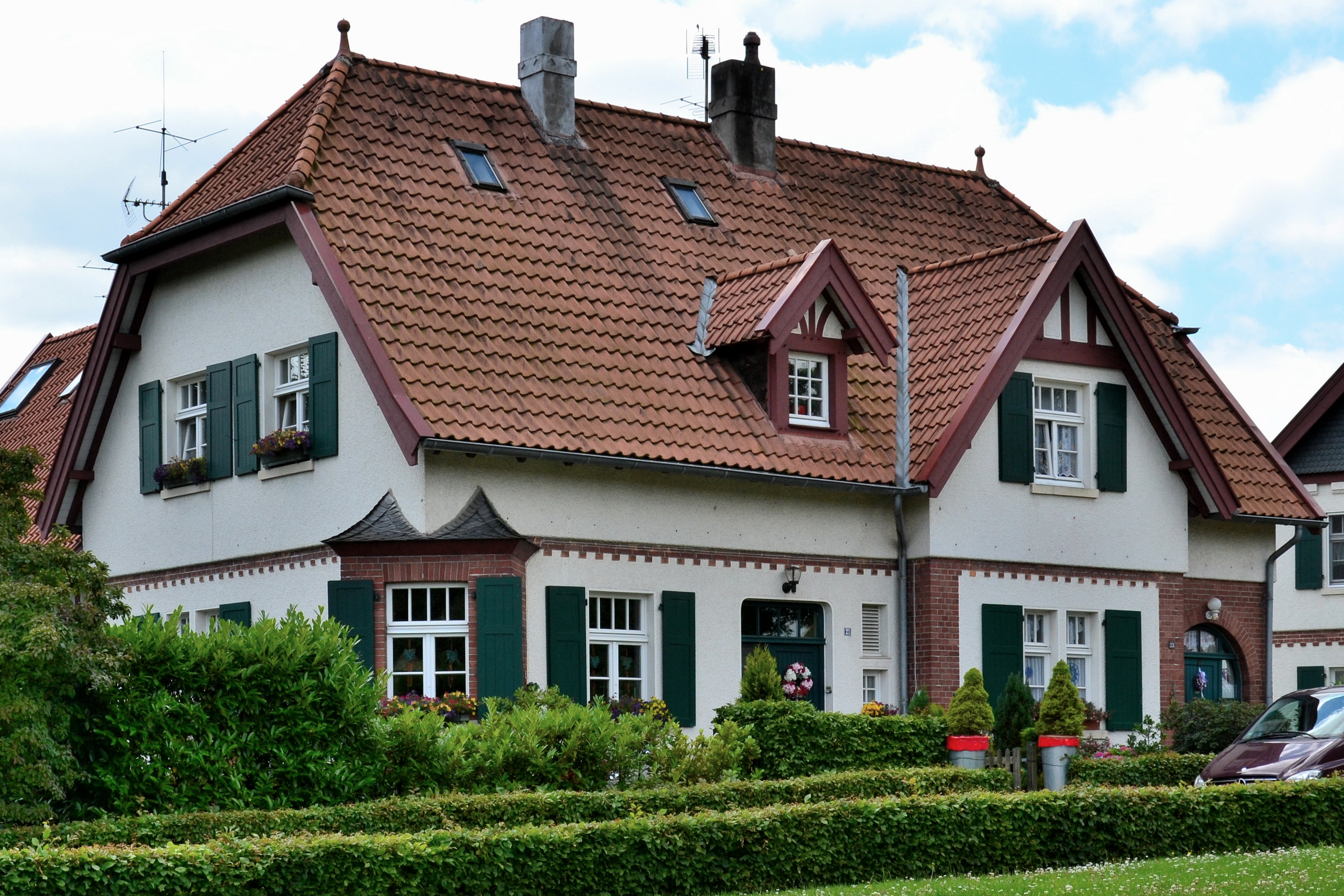
Arnold-/Waldtrautstraße
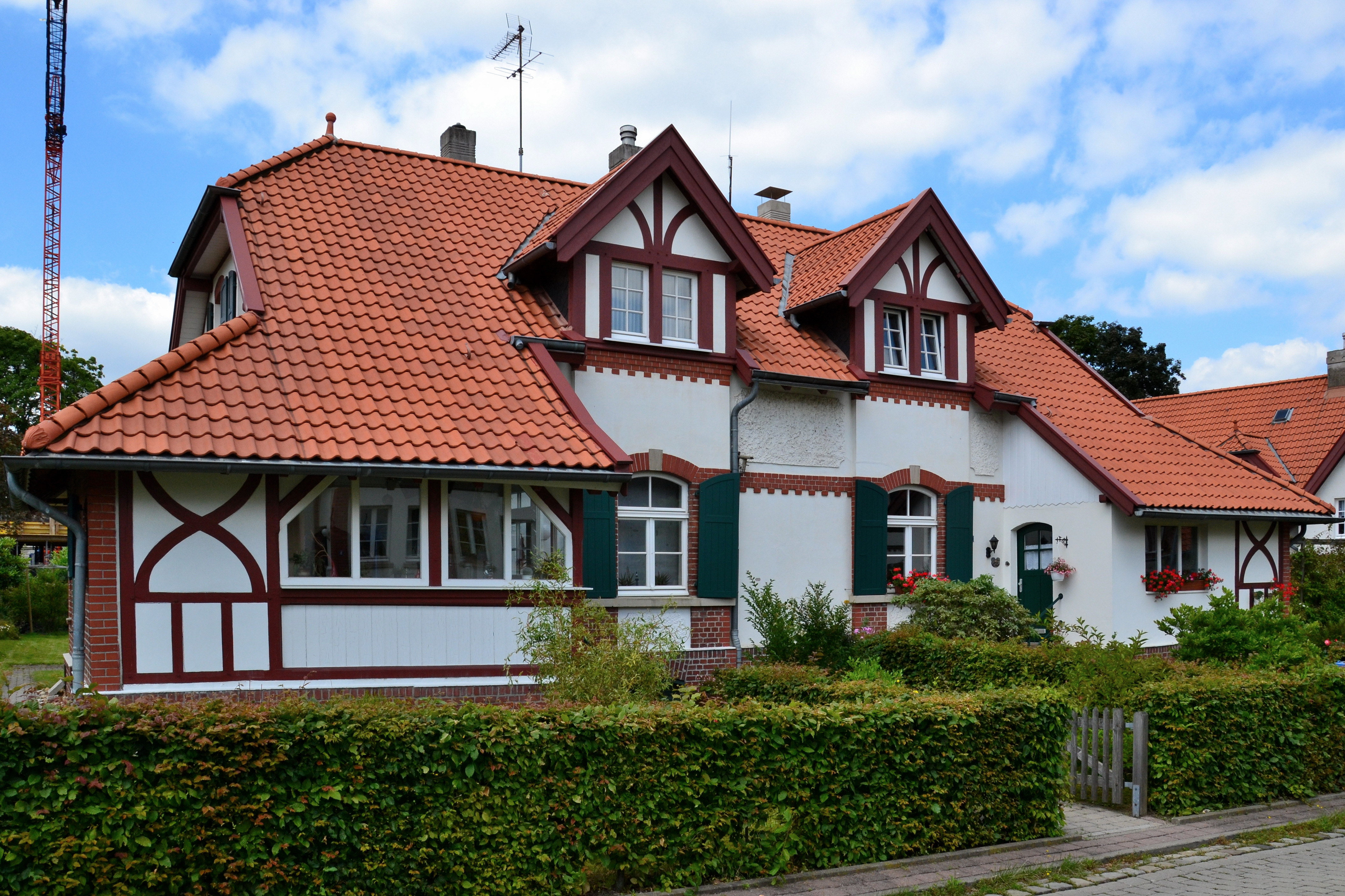
Klausstraße 2–4
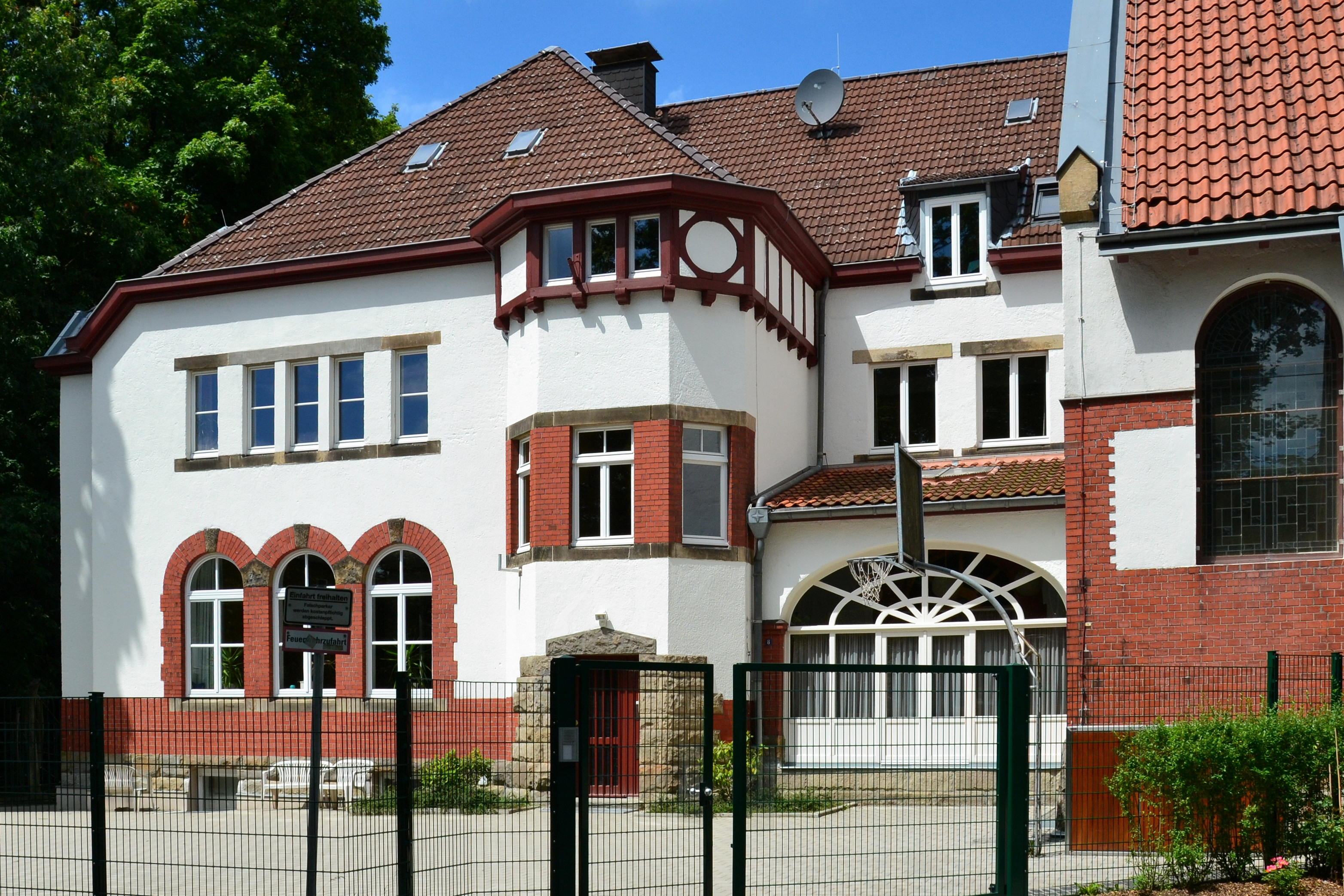
Gemeindehaus
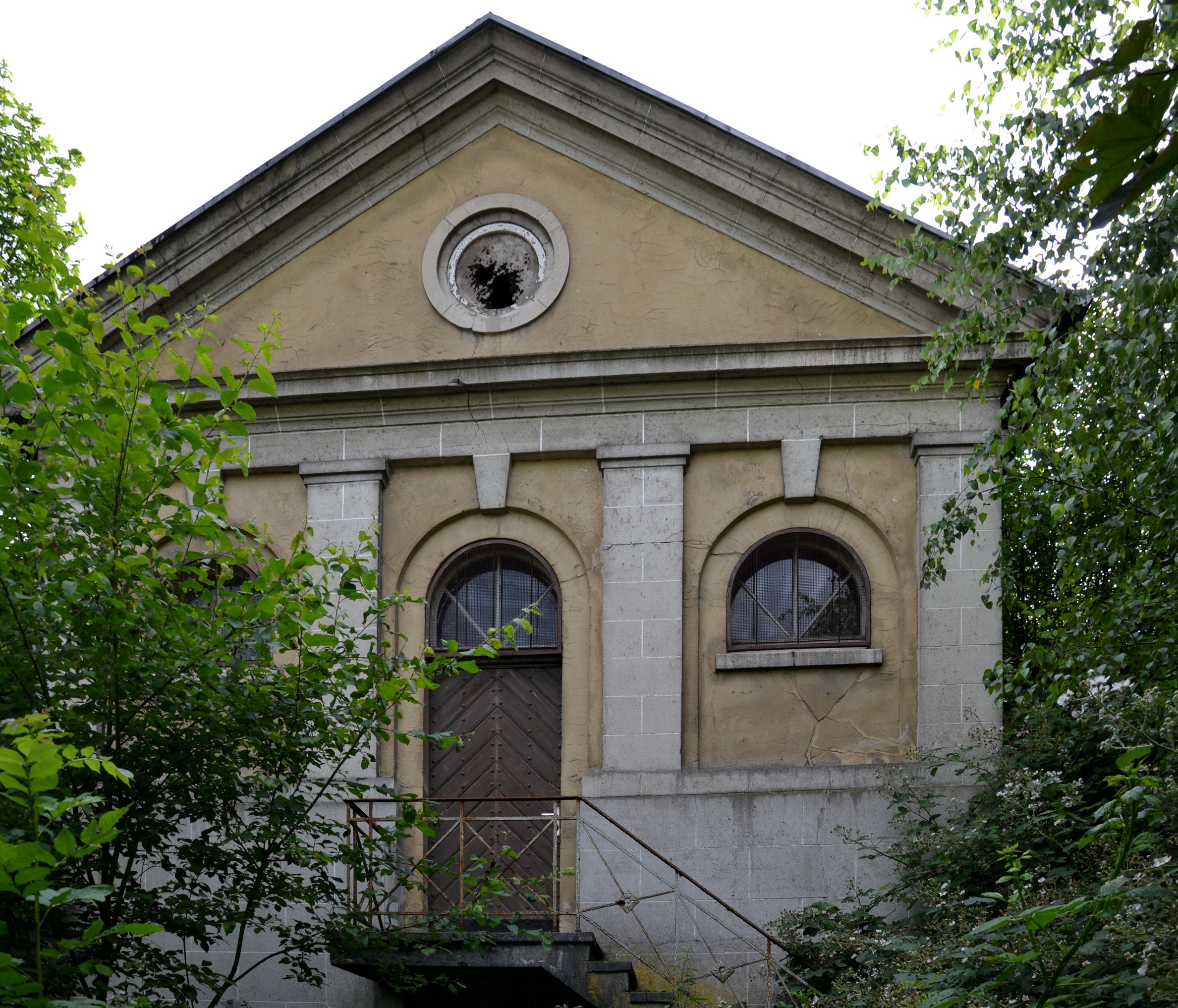
Wasserbehälter

## Evangelische Kirche
Die Evangelische Saalkirche in der Eckbertstraße wurde 1906 nach einem Entwurf von August Senz unter Leitung von Karl Nordmann mit Bruchsteinsockel und Holztonnengewölbe errichtet. Es fügen sich ein Gemeindehaus und seit 1953 eine evangelische Kindertagesstätte an. 1953 heiratete hier der spätere Bundespräsident Richard von Weizsäcker, der zu dem Zeitpunkt in der benachbarten Villa Fritz von Waldthausens wohnte.